# Prealpi Bresciane
Le Prealpi Bresciane sono un gruppo montuoso delle Prealpi Bresciane e Gardesane, interessando nella Regione Lombardia la Provincia di Brescia.

## Classificazione

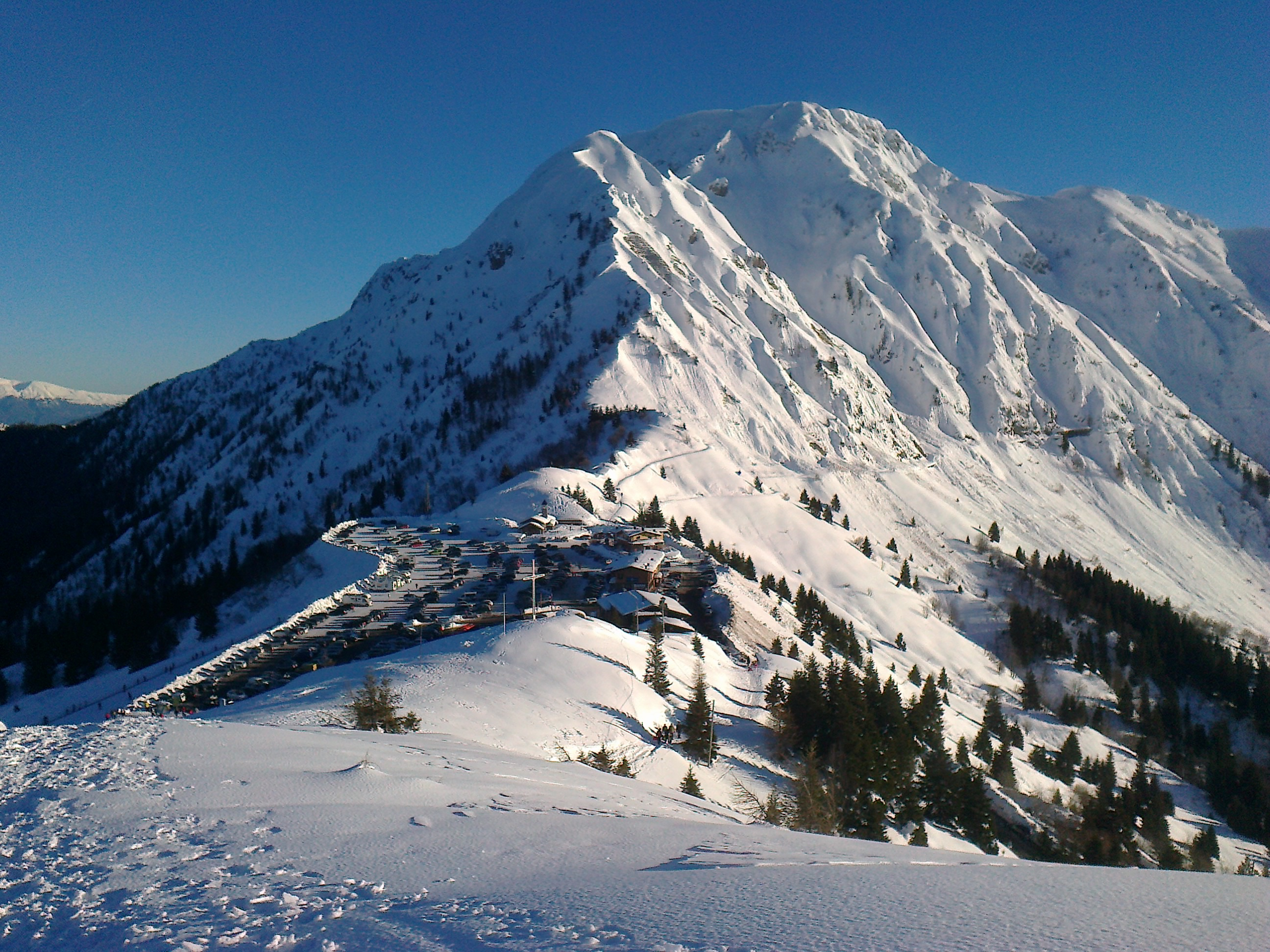
Dosso Alto e Passo Maniva

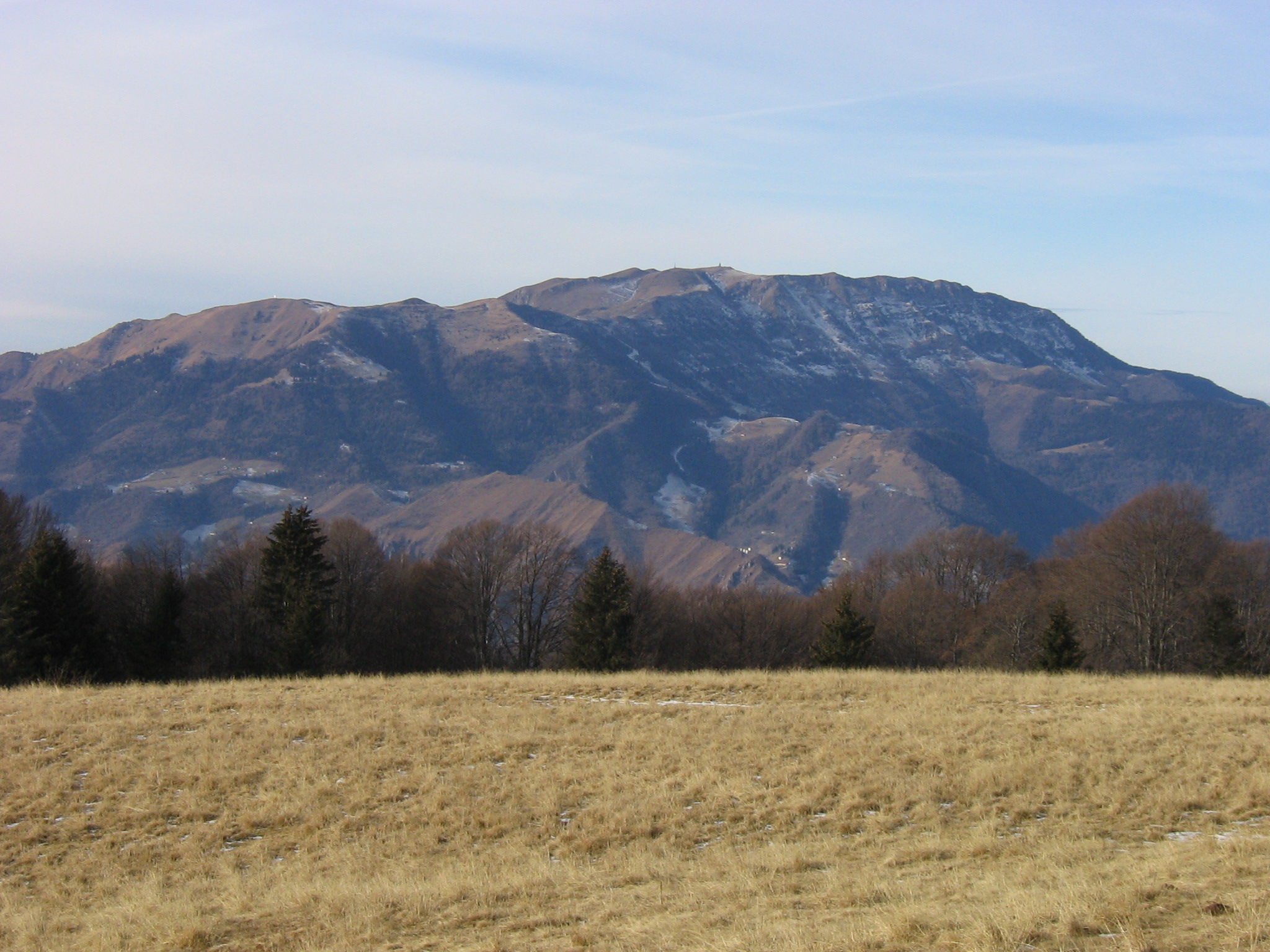
Il Monte Guglielmo

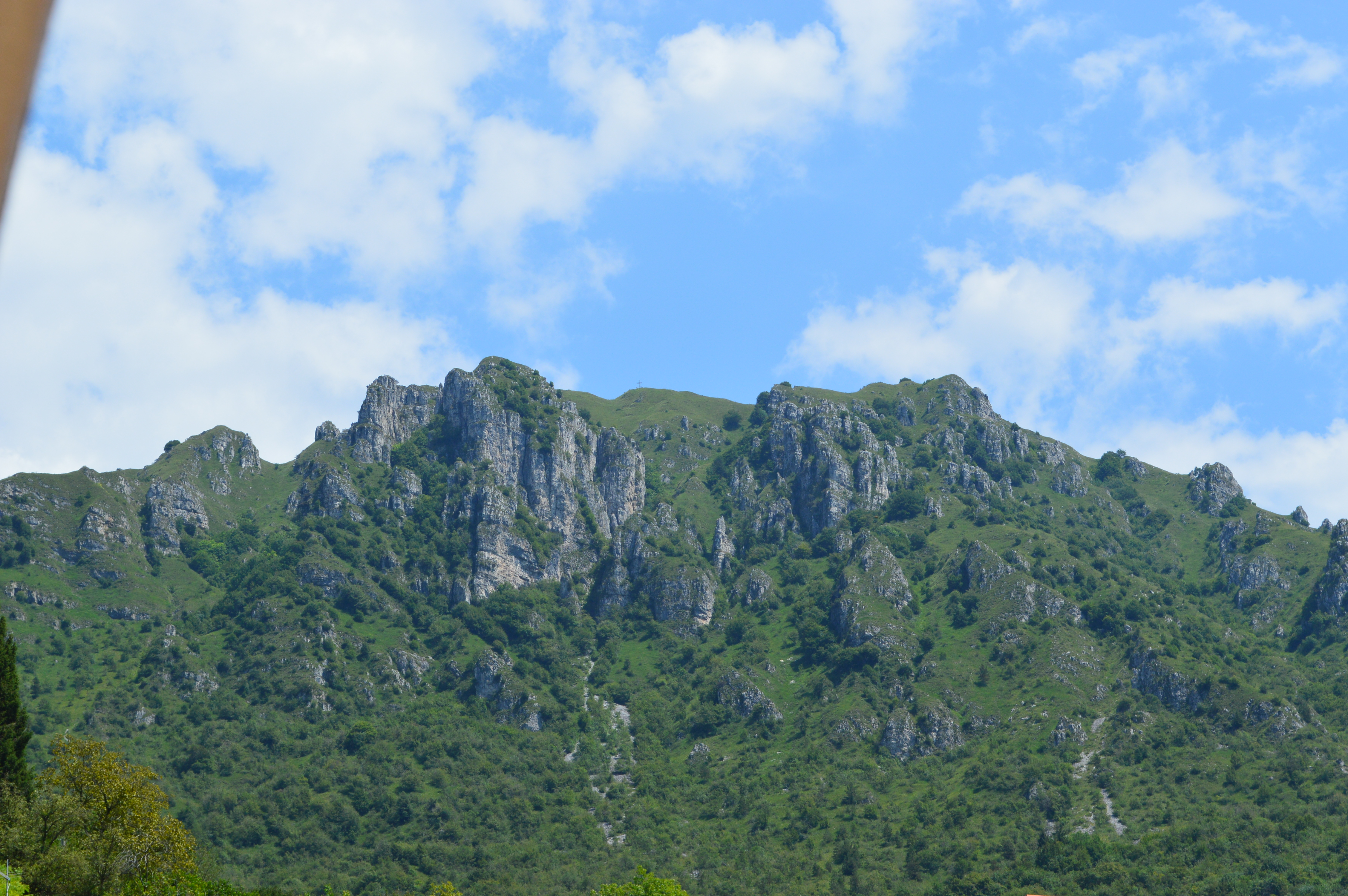
Monte Palo

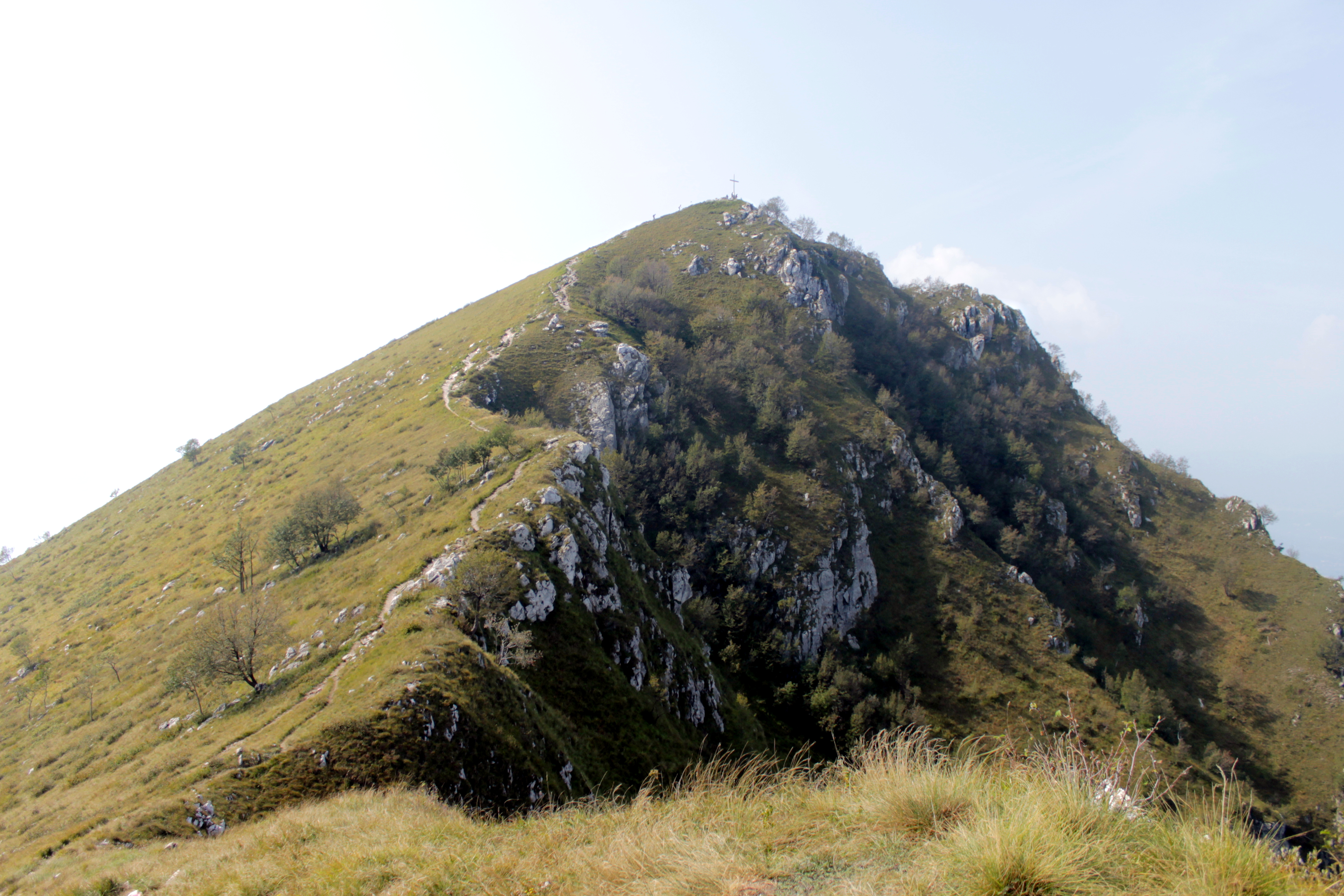
Corna Trentapassi

Secondo la SOIUSA sono una sottosezione alpina con la seguente classificazione:
- Grande parte = Alpi Orientali
- Grande settore = Alpi Sud-orientali
- Sezione = Prealpi Bresciane e Gardesane
- Sottosezione = Prealpi Bresciane
- Codice = II/C-30.I

La Partizione delle Alpi le inseriva nella grande sezione delle Prealpi lombarde.
L'AVE le inserisce nelle Alpi dell'Adamello e della Presanella formando così il gruppo n. 49 di 75 delle Alpi Orientali.

## Delimitazioni
Il ristretto settore delle Prealpi Bresciane è delimitato dal bacino del Sebino a ovest e dalla val Sabbia a est. Il suo limite settentrionale è convenzionalmente fissato lungo la valle del fiume Caffaro, che culmina al passo di Crocedomini (1800 m), a nord del quale vanno a spegnersi i contrafforti meridionali del gruppo dell'Adamello.

## Suddivisione
Le Prealpi Bresciane si suddividono in due supergruppi, quattro gruppi e due sottogruppi:
- Catena Bresciana Occidentale (A)[3]
  - Gruppo Setteventi-Muffetto (A.1)
    - Sottogruppo dei Setteventi (A.1.a)
    - Sottogruppo del Muffetto (A.1.b)

  - Gruppo del Guglielmo (A.2)
- Catena Bresciana Orientale (B)[4]
  - Gruppo del Dosso Alto (B.1)
  - Gruppo del Monte Palo (B.2)

La Val Trompia ed il Passo del Maniva separano la Catena Bresciana Occidentale da quella Orientale.

## Vette
| Vetta             | Altezza [m] |
| ----------------- | ----------- |
| Punta Setteventi  | 2250        |
| Monte Colombine   | 2215        |
| Monte Matto       | 2200        |
| Monte Frà         | 2160        |
| Dosso Alto        | 2065        |
| Monte Muffetto    | 2060        |
| Corna Blacca      | 2006        |
| Monte Guglielmo   | 1957        |
| Monte Ario        | 1870        |
| Monte Breda       | 1503        |
| Monte Palo        | 1462        |
| Corno di Sonclivo | 1351        |
| Corna Trentapassi | 1248        |
| Monte Doppo       | 1217        |
| Monte Vignole     | 1045        |
| Punta dell'Orto   | 1001        |
| Montesuello       | 1012        |
| Monte Spina       | 962         |
| Monte Maddalena   | 874         |
| Monte Cognolo     | 672         |

## Aree protette
Le aree protette delle Prealpi Bresciane sono il monumento naturale Altopiano di Cariadeghe, il monumento naturale regionale del Masso di arenaria rossa del Permico e la riserva naturale Piramidi di Zone. Inoltre, il settore più meridionale del Parco dell'Adamello comprende un'area, seppur molto ristretta, che rientra nelle Prealpi Bresciane.